# Sauertalbrücke
Die Sauertalbrücke ist eine 1195 m lange Autobahnbrücke der deutschen Bundesautobahn 64 und der luxemburgischen Autoroute 1.
Das Bauwerk überspannt bei Wasserbillig oberhalb des Ortes Mesenich in einer Höhe von maximal 98 m das Tal der Sauer mit der Grenze zwischen Deutschland und Luxemburg. Die Autobahntrasse hat im Verlauf der Brücke im Grundriss einen Radius von 2000 m und besitzt eine Längsneigung von 1 %. Gebaut wurde die Balkenbrücke mit einem gemeinsamen Überbau für beide Richtungsfahrbahnen zwischen den Jahren 1984 und 1987.

## Überbau
Die Brücke hat einen stählernen Überbau mit konstanter Bauhöhe und dem Durchlaufträger als Bauwerkssystem. Die Gesamtstützweite der elffeldrigen Brücke ist 1195,0 m. Die Feldweiten betragen, von Ost nach West betrachtet, 75 m im Randfeld, 90,0 m im nächsten Feld, 125,0 m in den folgenden vier Öffnungen, 150,0 m über der Sauer, 90,0 m in zwei weiteren Öffnungen und wieder 75,0 m im westlichen Randfeld.
In Querrichtung ist der Brückenhauptträger ein einzelliger Hohlkasten mit einer 27 m breiten und 3,8 % geneigten orthotropen Fahrbahnplatte. Das Bodenblech ist 8,87 m breit und horizontal. Daraus ergibt sich eine Konstruktionshöhe von 5,0 m auf der einen Stegseite und 5,34 m auf der anderen Seite. Die vertikalen Stegbleche sind im Abstand von 8,87 m angeordnet. Querträger im Abstand von 4,16 bis 4,5 m sowie Diagonalstreben im doppelten Abstand tragen die 9,07 m auskragende Fahrbahnkonstruktion.

## Montage
Der Zusammenbau des Überbaus erfolgte hinter dem östlichen Widerlager in 68 Schüssen. Jeder Schuss wurde in acht Segmenten angeliefert. Der stählerne Überbau wurde im Taktschiebeverfahren mit 21 Schubtakten montiert. Um die großen Feldweiten ohne Montagestützen überbrücken zu können, wurde der Überbau mit Hilfe eines in einem Abstand von 120 m von der Vorbauspitze angeordneten, 58 m hohen Pylons überspannt.

## Bilder

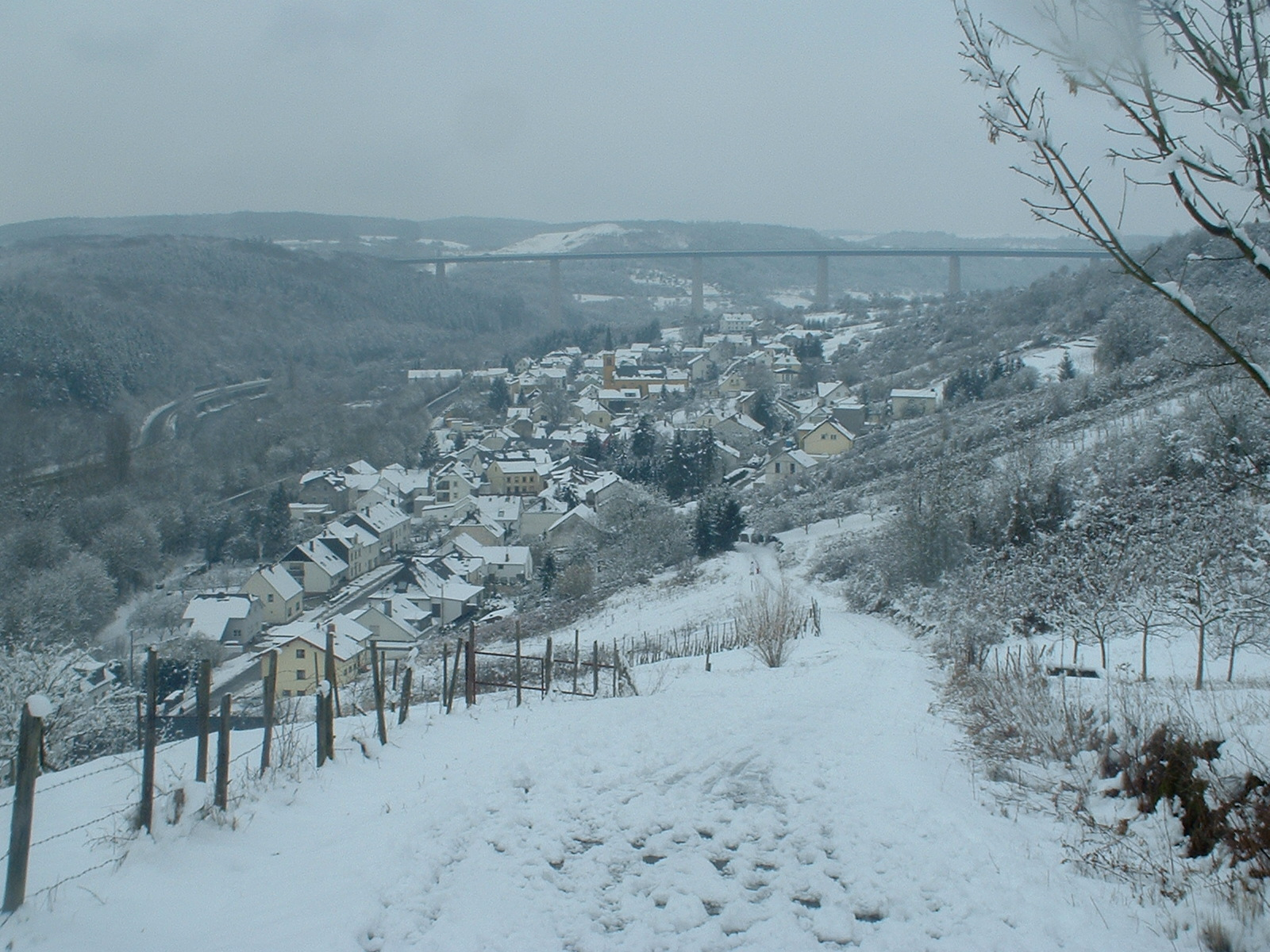
Blick auf das winterliche Mesenich mit der Sauertalbrücke im Hintergrund